# Jerusalem-Kirche (Hamburg)

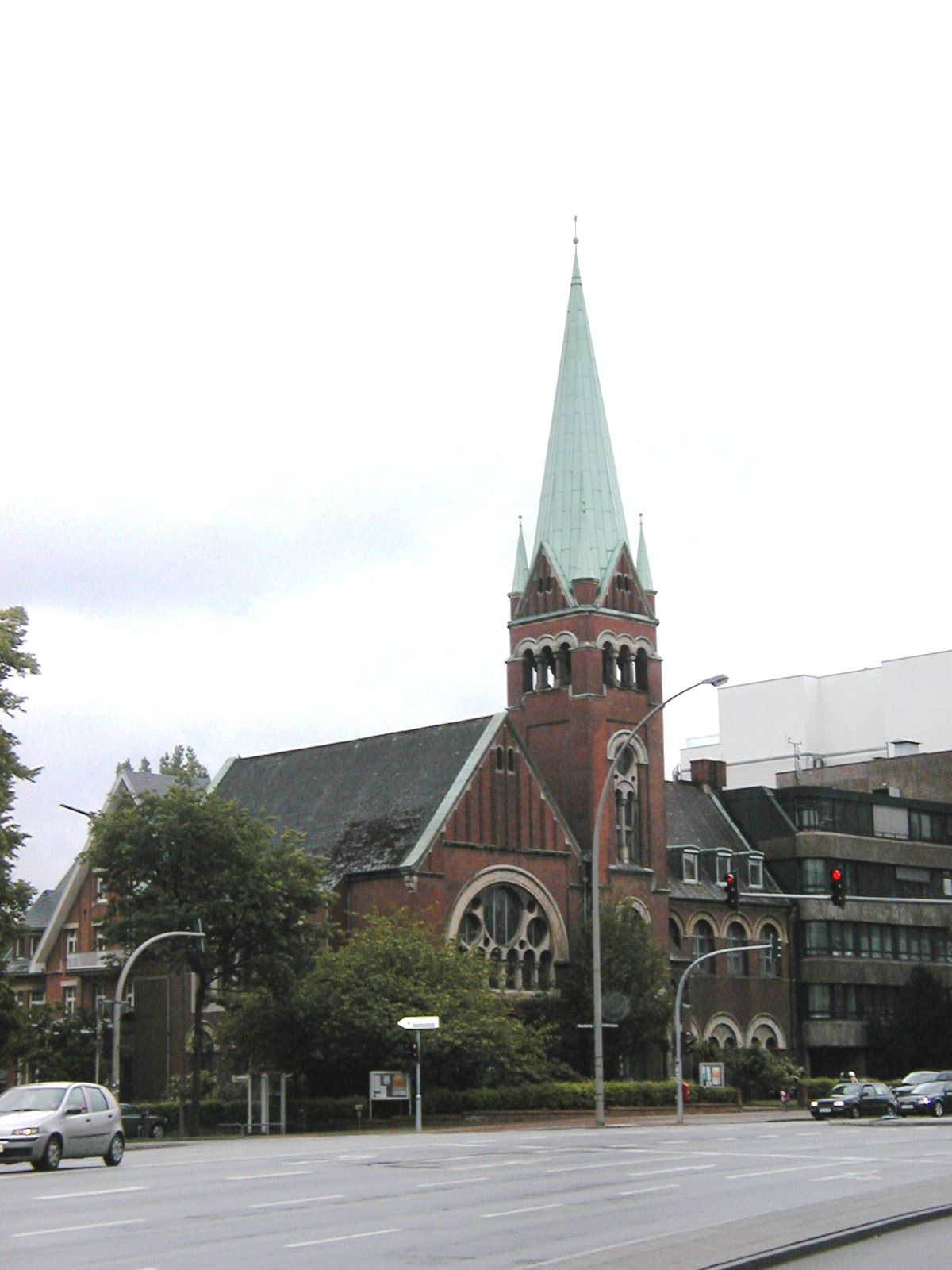
Jerusalem-Kirche in Hamburg-Eimsbüttel

Die Jerusalem-Kirche in Hamburg-Eimsbüttel wurde 1911 bis 1912 nach Plänen von Johannes Grotjan im neuromanischen Stil an der Schäferkampsallee / Ecke Moorkamp erbaut. Ursprünglich diente die Kirche der Judenmission durch die Presbyterian Church in Ireland. 1942 wurde die Kirche bei einem Luftangriff zerstört und bis 1953 wieder aufgebaut. Seit 1962 gehört die Gemeinde zur Evangelisch-Lutherischen Kirche in Hamburg. Die Jerusalem-Kirche steht unter Denkmalschutz und gehört mit Jerusalem-Krankenhaus und Diakonissen-Haus zu einem Bauensemble.

## Geschichte
Die Jerusalem-Gemeinde in Hamburg wurde durch die Missionsgesellschaft der Presbyterian Church in Ireland in der Mitte des 19. Jahrhunderts mit dem Ziel gegründet, jüdische Auswanderer aus Osteuropa zu unterstützen und ihnen die christliche Botschaft zu verkündigen („Judenmission“). Hamburg war in der zweiten Hälfte des 19. Jahrhunderts und im frühen 20. Jahrhundert ein wichtiger Transit-Hafen für jüdische Auswanderer nach Übersee. Zwischen 1881 und 1914 schifften sich über eine Million jüdischer Menschen in Hamburg ein, die meisten davon stammten aus dem zaristischen Russland.
Der erste aus Irland nach Hamburg entsandte presbyterianische Missionar war William Graham (1810–1883), der aus dem County Antrim (heute Nordirland) stammte. Graham nahm seine Missionarsarbeit 1842 in Damaskus auf, kam dann als Prediger nach Hamburg, das er 1850/51 wieder verließ, um in Bonn zu wirken. Das Missionswerk in Damaskus, das irische Missionshaus in Bonn (später Evangelistenschule Johanneum) und die Mission in Hamburg waren die ausländischen Stationen der Judenmission der Irisch-Presbyterianischen Kirche.
Die Hamburger Gemeinde feierte ihre Gottesdienste in deutscher und englischer Sprache, zunächst in Räumen der Patriotischen Gesellschaft, dann in der englisch-reformierten Kirche am Johannisbollwerk. Nächster Missionar der Gemeinde war James Craig (1818–1899) aus der irischen Grafschaft Derry, der sein Amt in Hamburg im Mai 1845 antrat. Craig trieb den Bau einer eigenen Kirche in Hamburg voran. Vor der General Assembly seiner Kirche in Belfast argumentierte er, dass ein Neubau angesichts der wachsenden Gemeindegröße günstiger sei als das Anmieten fremder Räume. Die General Assembly unterstützte den Kauf eines Grundstücks in der Königstraße (heute Poststraße) in der Neustadt mit 500 Pfund. Der Bau begann im Sommer 1861 nach Entwürfen von Ernst Glüer und Carl Remé. Am 13. Juli 1862 weihte die Gemeinde unter der Führung von Craig die erste Jerusalem-Kirche ein. 1874 verließ Craig die Hamburger Gemeinde und ging nach London.
Auf Pastor Craig folgte der Pastor John Cambell Aston. Spätere Missionare der Gemeinde waren selbst getaufte Juden, am bedeutendsten der von Pastor Aston 1877 getaufte, aus Österreich-Ungarn gebürtige Arnold Frank (1859–1965). Pastor Frank trat seine Pastorenstelle in der Jerusalem-Gemeinde 1884 an und hatte sie bis 1938 inne.
Da die Arbeit der Gemeinde über zu viele Standorte verteilt war, beschloss die Gemeinde unter Franks Führung eine Konsolidierung an einem Standort. An der Ecke Schäferkampsallee / Moorkamp fand die Gemeinde ein 3570 m2 großes Grundstück. Wegen des Verlaufs der U-Bahn unter dem Gelände kam keine verdichtete Bebauung mit Etagenhäusern in Frage, was den Preis senkte. Weil die Hamburger Jerusalem-Gemeinde keine eigene Rechtsperson bildete, erwarb die Presbyterian Church in Ireland aus Belfast für sie das Grundstück 1911 für 55.000 M von der Stadt. Der Quadratmeterpreis von 15,40 Goldmark entspricht 5,522 Gramm Feingold. Am Ostersonntag 1912 wurde die in der Schäferkampsallee neu errichtete Kirche geweiht, und die Gemeinde zog dorthin um. Auf demselben Grundstück errichtete die Gemeinde kurz darauf eine Diakonissenanstalt und das Jerusalem-Krankenhaus. Die Gemeinde verlegte die Judenmissions-Zeitschrift Zions Freund.
In den ersten Jahren der nationalsozialistischen Herrschaft bot die Unterstellung unter die irische Kirche noch einen gewissen Schutz. Im August 1938 verhaftete die Gestapo die Pastoren Frank und Moser, im September 1938 reisten beide nach England aus. 1939 wurde die Gemeindearbeit verboten. Bei Luftangriffen in der Nacht vom 26. auf den 27. Juli 1942 – und damit ein gutes Jahr vor der Operation Gomorrha – wurde das Hauptschiff der Kirche durch Brandbomben zerstört. Das benachbarte Jerusalem-Krankenhaus wurde ebenfalls getroffen, konnte jedoch repariert werden. Die zerstörte Kirche wurde hingegen erst später nach dem Entwurf von Kurt Schrieber in vereinfachter Form wiederaufgebaut. Am 21. Juni 1953 wurde die Kirche wieder eingeweiht.
1961 wurde die Gemeinde in die Evangelisch-Lutherische Kirche Hamburgs eingegliedert, der sie seit dem 1. Januar 1962 unmittelbar und ohne Parochialbezirk angehört. Nach Judenvernichtung war an eine „Judenmission“ im Sinne des 19. Jahrhunderts nicht mehr zu denken, dennoch behielt die „Gemeinde für Dienst an Israel in der Ev.-Luth. Kirche im Hamburgischen Staate“ weiterhin ihren Sonderstatus. Die Wiederinstandsetzung der Kirche war zum Zeitpunkt der Übernahme noch nicht abgeschlossen, daher enthielt der Übernahmevertrag die Verpflichtung, den „restlichen Wiederaufbau der Jerusalemkirche und die Instandsetzung des Gemeindesaaldaches“ durchzuführen.

## Architektur und Ausstattung
Die Jerusalem-Kirche ist eine Backsteinkirche im neuromanischen Stil. Die Kirche enthält fünf von Grotjan selbst entworfene Mosaike. Beim Wiederaufbau 1953 verzichtete man auf die Wiederherstellung des Kreuzdaches, stattdessen erhielt die Kirche ein Satteldach.
Die 1983 neu gebaute Orgel stammt von Jehmlich Orgelbau. Das Instrument, welches dem neobarocken Klangideal nahe seht, besitzt 15 Register, die auf Schleifladen stehen und auf zwei Manuale und Pedal verteilt sind.
2007 stellte das Denkmalschutzamt Hamburg die Kirche, den Gemeindesaal und das Jerusalem-Krankenhaus unter Denkmalschutz.